# Billion Oyster Project

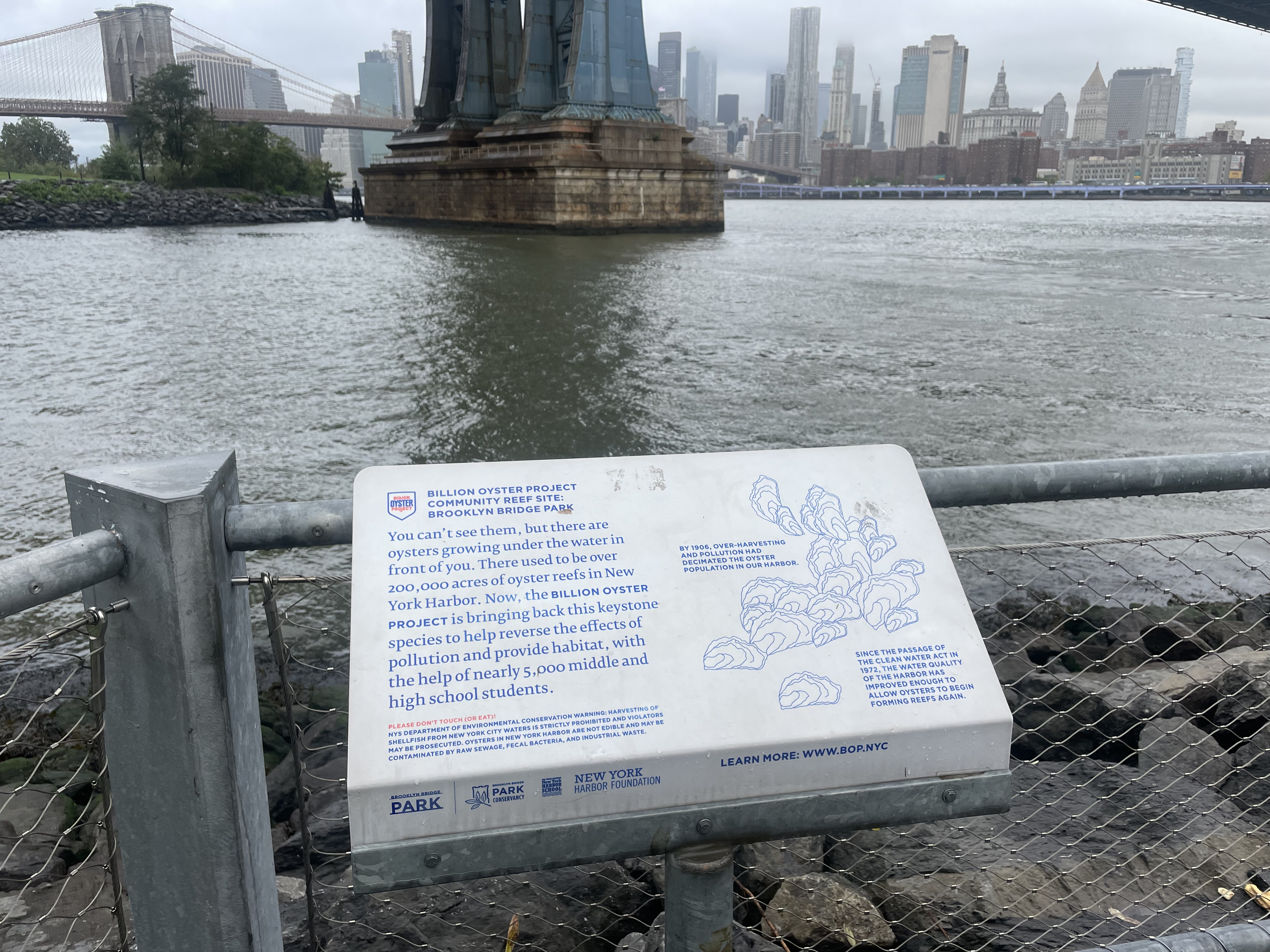
Panneau explicatif du projet dans le Brooklyn Bridge Park.

Le Billion Oyster Project, littéralement « projet d'un milliard d'huîtres » est un projet de restauration écologique mené à partir de 2014 et projeté jusqu'en 2035 dans la baie de New York. Comme son nom l'indique, il vise à réimplanter un milliard d'huîtres dans les eaux de la baie.
Un des buts du projet est d'utiliser la microphagie suspensivore des huîtres pour lutter contre l'envasement. La présence des coquillages permet en outre de restaurer la biodiversité de la baie. En outre, les récifs qu'ils forment protègent le littoral des évènements extrêmes.

## Contexte
Lors de la fondation de La Nouvelle-Amsterdam, la baie est la capitale mondiale de l'ostréiculture, avec environ la moitié de la population huîtrière d'élevage mondiale, les bivalves couvrant environ 350 kilomètres carrés sur 220 000 récifs. Mais la surpêche de ces mollusques ainsi que l'urbanisation du littoral en réduisent graduellement la population, au point de mettre en péril leur présence locale,,.

## Projet

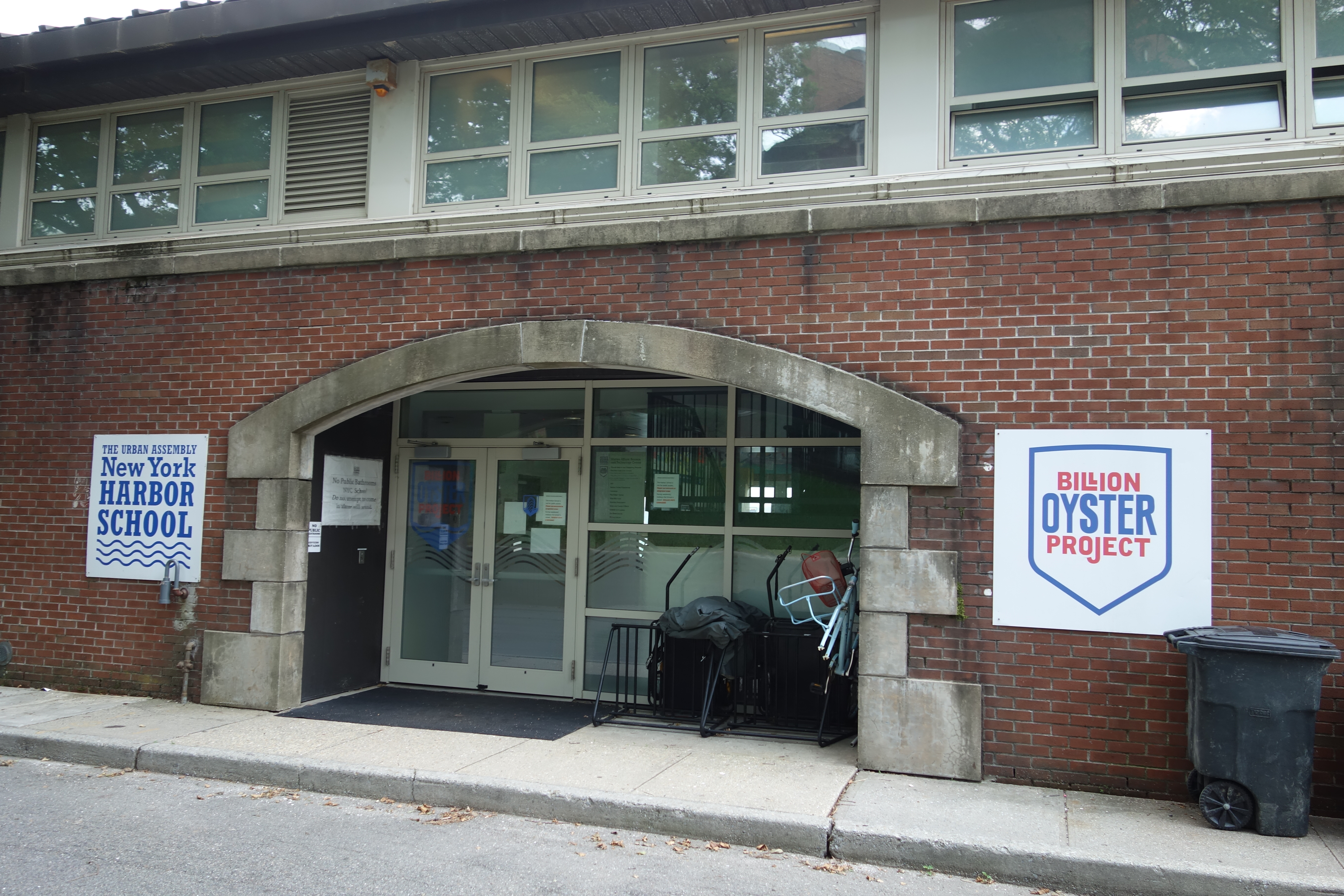
Siège de l'association en sur Governors Island.

En 2010, le projet Billion Oyster Project est lancé, visant à réintroduire un milliard d'huîtres dans la baie à l'horizon 2035, à raison d'environ cent millions annuellement en rythme de croisière. Pour ce faire, l'association portant le projet, également nommée Billion Oyster Project, dispose d'une écloserie où les huîtres grandissent sur un substrat formé de coquilles d'huîtres fournies par des restaurants ; puis, dès leur arrivée à maturité, les huîtres sont déplacées dans la baie, dans des cages métalliques ou des conteneurs perpétuellement immergés même à marée basse. Les acteurs impliqués sont des bénévoles, notamment des étudiants et des associations locales,,,.
Le projet, dont le coût est estimé à 1,5 million de dollars, est financé notamment par la Hudson River Parks Foundation et le New York State Department of Environmental Conservation.

## Buts projetés
Les buts du projet sont multiples. La présence des huîtres permet tout d'abord une microphagie suspensivore qui offre une solution de lutte contre l'envasement. Une huître peut filtrer cinquante gallons, soit environ 190 litres d'eau par jour. La présence souhaitée d'un milliard d'huîtres permettrait ainsi la filtration totale du volume d'eau de la baie en trois jours,.
Les huîtres, du fait de la création de leur coquille calcaire, permettent également une efficace séquestration du dioxyde de carbone peu coûteuse.
Les récifs créés par les coquilles d'huîtres sont également un moyen de lutte contre la submersion marine lors de tempêtes. C’est plus particulièrement Staten Island qui est menacée par ces évènements extrêmes et que la présence des huîtres pourrait protéger,.
Les huîtres, du moins dans un premier temps, ne sont pas destinées à l'alimentation car la baie reste trop polluée ; mais les porteurs du projet estiment qu'il pourrait falloir une « centaine d'années » avant que les huîtres de la baie ne redeviennent consommables sans risque.